# Sistem de navigație prin satelit

Simulare cu 24 de sateliți (câte 4 sateliți pentru fiecare din cele 6 orbite)

Frecvențele unor sisteme de poziționare prin satelit

Comparație între orbitele diferiților sateliți

Prin sistem de navigație prin satelit, numit și sistem de poziționare globală prin satelit (engleză - Global Navigation Satellite System - GNSS), se înțelege un sistem independent care calculează poziția geospațială a obiectelor de pe Pământ sau din spațiu cu ajutorul semnalelor receptate de la sateliți de navigație sau de la așa-numiții pseudoliți (relee terestre cu funcționalitate similară). Un astfel de sistem ajută și la orientarea sau dirijarea vehiculelor, navelor în largul oceanelor, rachetelor etc.
Pentru stabilirea unei poziții, receptorul trebuie să recepționeze semnale (poziția și ora) simultan de la cel puțin 4 sateliți. Micile diferențe dintre semnale sunt apoi folosite la determinarea poziției receptorului.
Sistemul militar american GPS este răspândit și în Europa. Deși GPS dispune de o mare exactitate la stabilirea poziției, pentru aplicațiile civile din Europa se pune la dispoziție o acuratețe mult mai redusă.

## Sisteme
| Sistem                        | Țara sau teritoriul | Data intrării în funcțiune        | Nr. sateliților (incl. geostaționari)                                            | Acuratețe                                | PRN   |
| ----------------------------- | ------------------- | --------------------------------- | -------------------------------------------------------------------------------- | ---------------------------------------- | ----- |
| NAVSTAR                       | SUA                 | Cl. 1 din 1995, Cl. 2 din 2012    | 24 activi, 4 de rezervă                                                          | 3–15 m                                   |       |
| GPS                           | SUA                 | 1993                              | 32 în funcțiune                                                                  | până la 50 m pentru uz civil             | 1-37  |
| GLONASS                       | Rusia               | Cl. 1 din 1993, Cl. 2 din 2012    | 23 în funcțiune                                                                  | până la 55 m (orizontal) pentru uz civil | 38-61 |
| Galileo                       | Europa              | din 2014                          | 9 în funcțiune, 30 planificați                                                   | până la 7 m (orizontal)                  |       |
| BeiDou 1 (regional)           | China               | 2012 (regional) 2020 (global)     | 18 în funcțiune, 35 planificați                                                  | ca. 10 m pentru uz civil                 |       |
| QZSS (regional)               | Japonia             | 2013 (primul satelit lansat 2010) | 1 în funcțiune, 7-8 planificați                                                  | până la 1 m (în combinație cu GPS)       |       |
| IRNSS (regional)              | India               |                                   | 7 planificați (3 geostaționari și 4 MEO) (prima lansare planificată pentru 2011) | până la 20 m                             |       |
| DORIS (regional)              | Franța              |                                   |                                                                                  |                                          |       |
| Compass (global) sau BeiDou 2 | China               | 2015                              | 35 planificați (5 GEO, 30 MEO)                                                   | 10 m                                     |       |

## Legături externe
- ROMPOS - Sistemul românesc de determinare a poziției Arhivat în 1 iulie 2017, la Wayback Machine.
- Inside GNSS Magazine
- The International GNSS Service (IGS)